# Mampong
Mampong è un centro abitato del Ghana, situato nella Regione di Ashanti.